# Lista de espécies do gênero Lithothamnion
Lithothamnion Heydrich, 1897  é o nome botânico  de um gênero de algas vermelhas marinhas pluricelulares da família Hapalidiaceae, subfamília Melobesioideae.
- Atualmente apresenta 83 espécies taxonomicamente válidas:

## Espécies
- Lithothamnion album  Heydrich, 1897
- Lithothamnion australe  Foslie, 1904
- Lithothamnion betieri  M. Lemoine, 1939
- Lithothamnion brasiliense  Foslie, 1900
- Lithothamnion breviaxe  Foslie, 1895
- Lithothamnion californicum Foslie, 1900
- Lithothamnion cardinellense P. Fravega, M. Piazza & G. Vannucci, 1993
- Lithothamnion carolii Me. Lemoine, 1920
- Lithothamnion chathamense Foslie, 1906
- Lithothamnion corallioides  (P.L. Crouan & H.M. Crouan) P.L. Crouan & H.M. Crouan, 1867
- Lithothamnion cottonii M. Lemoine, 1929
- Lithothamnion crassiusculum (Foslie) L.R. Mason, 1943
- Lithothamnion crispatum Hauck, 1878
- Lithothamnion deformans (Solms-Laubach) Foslie, 1898
- Lithothamnion dehiscens  Foslie, 1895
- Lithothamnion diguetii  Hariot, 1895
- Lithothamnion ectocarpon  Foslie
- Lithothamnion elegans  Foslie, 1895
- Lithothamnion esperi  Heydrich, 1897
- Lithothamnion flavescens Kjellman, 1883
- Lithothamnion fornicatum  Foslie, 1891
- Lithothamnion fragiissimum  Foslie in Weber-van Bosse, 1904
- Lithothamnion fuegianum  (Foslie) Foslie, 1906
- Lithothamnion geppiorum  Lemoine, 1917
- Lithothamnion giammarinoi  P. Fravega, M. Piazza & G. Vannucci, 1993
- Lithothamnion gibbosum  Foslie, 1907
- Lithothamnion giganteum  L.R. Mason, 1943
- Lithothamnion glaciale  Kjellman, 1883
- Lithothamnion grade  Foslie
- Lithothamnion grande  Foslie, 1905
- Lithothamnion granuliferum  Foslie, 1905
- Lithothamnion guadalupense  E.Y. Dawson, 1961
- Lithothamnion hamelii M. Lemoine, 1931
- Lithothamnion haptericola Foslie, 1906
- Lithothamnion heterocladum Foslie, 1905
- Lithothamnion heteromorphum (Foslie) Foslie, 1907
- Lithothamnion indicum Foslie, 1907
- Lithothamnion insigne Foslie, 1906
- Lithothamnion intermedium Kjellman, 1883
- Lithothamnion islei Heydrich, 1901
- Lithothamnion japonicum Foslie, 1900
- Lithothamnion kerguelenum (Dickie) Foslie, 1898
- Lithothamnion labradorense Heydrich, 1901
- Lithothamnion lacroixi  Lemoine, 1918
- Lithothamnion laminosum  Howe, 1934
- Lithothamnion lemoineae'`  Adey, 1970
- Lithothamnion magnum  Capeder, 1900
- Lithothamnion maldivicum  Foslie, 1903
- Lithothamnion manginii  Lemoine & Rosenvinge in Lemoine, 1913
- Lithothamnion marlothii  Heydrich, 1897
- Lithothamnion minervae  Basso, 1995
- Lithothamnion montereyicum  Foslie, 1906
- Lithothamnion muelleri  Lenormand ex Rosanoff, 1866
- Lithothamnion murmanicum  Elenkin, 1905
- Lithothamnion neglectum  (Foslie) Foslie, 1902
- Lithothamnion nitidum  Foslie, 1901
- Lithothamnion nodulosum  Foslie 1895
- Lithothamnion norvegicum  (J.E. Areschoug) Kjellman, 1883
- Lithothamnion novae-zelandiae  Foslie, 1929
- Lithothamnion occidentale  (Foslie) Foslie, 1908
- Lithothamnion pauciporosum  Lemoine, 1920
- Lithothamnion peleense  Lemoine, 1918
- Lithothamnion peruviense  Heydrich, 1901
- Lithothamnion philippii   Foslie, 1897
- Lithothamnion phymatodeum   Foslie, 1902
- Lithothamnion pocillum   M. Lemoine, 1929
- Lithothamnion praefruticulosum   Maslov, 1956
- Lithothamnion proliferum   Foslie, 1904
- Lithothamnion propontidis   Foslie, 1899
- Lithothamnion ruptile   (Foslie) Foslie, 1907
- Lithothamnion scabiosum   (Harvey) Foslie
- Lithothamnion sejunctum   Foslie
- Lithothamnion spissum   Foslie, 1907
- Lithothamnion thelostegium   Foslie, 1907
- Lithothamnion tophiforme   (Esper) Unger, 1858
- Lithothamnion tusterense   Foslie, 1905
- Lithothamnion ungeri   Kjellman, 1883
- Lithothamnion valens   Foslie, 1909
- Lithothamnion validum   Foslie, 1906
- Lithothamnion vanheurckii   Heydrich, 1905
- Lithothamnion vescum   Foslie, 1907
- Lithothamnion volcanum   E.Y. Dawson, 1960